# Dwergotterspitsmuis
De dwergotterspitsmuis (Micropotamogale lamottei)  is een zoogdier uit de familie van de otterspitsmuizen (Potamogalidae). De wetenschappelijke naam van de soort werd voor het eerst geldig gepubliceerd door Henri Heim de Balsac in 1954.

## Kenmerken
Het dier heeft een compact lichaam met een lange staart en een afgeronde kop met een vlezige neus. De ogen en oren zijn niet duidelijk te zien, omdat ze merendeels verborgen liggen in de lange, grijze of bruine vacht. De lengte bedraagt 12 tot 20 cm, de staartlengte 10 tot 15 cm en het gewicht bedraagt 125 gram.

## Leefwijze
Dit solitaire nachtdier is slechts te vinden in hooggelegen bosbeken in gematigde bossen of bosachtige terreinen in een gebied van ongeveer 1500 vierkante kilometer rond het West-Afrikaanse Mount Nimba. Zijn voedsel bestaat uit visjes, krabben, waterinsecten en andere kleine dieren, die het na de vangst mee aan land neemt om ze daar op te peuzelen.

## Verspreiding
De dwergotterspitsmuis komt alleen voor in het gebied rond Mont Nimba, in Ivoorkust, Liberia en Guinee.